# テイラー・パリス
テイラー・パリス（Taylor Paris、1992年10月6日 - ）は、プロD2、オヨナ・ラグビーに所属するラグビーユニオン選手。

## プロフィール
- カナダ・バリー出身。
- ポジションはウィング(WTB)[1]。
- 身長 185cm、体重 86kg
- カナダ代表キャップは28（2020年5月現在）でワールドカップ2019のカナダ代表に選ばれた[2]。
- U20カナダ代表と7人制カナダ代表に選ばれたことがある。

## 略歴
グラスゴー・ウォリアーズ、SUアジャンを経て、2017年、カストル・オランピックに加入。
2020年、オヨナに加入。